# Heterogyna kugleri
Heterogyna kugleri är en biart som beskrevs av Argaman 1985. Heterogyna kugleri ingår i släktet Heterogyna och familjen Heterogynaidae. Inga underarter finns listade i Catalogue of Life.